# Halterofilismo nos Jogos Paralímpicos de Verão de 2012 - Até 90 kg masculino
A disputa da categoria até 90 kg masculino foi realizada no dia 4 de setembro no Complexo ExCel, em Londres.

## Medalhistas
| Ouro   | EGY Hany Abdelhady |
| Prata  | CHN Cai Huichao    |
| Bronze | GRE Pavlos Mamalos |

## Formato de competição
Os atletas foram divididos em dois grupos. Os atletas do grupo A, favoritos a medalha, competem depois dos atletas do grupo B. Cada atleta tem 3 tentativas para efetuar um movimento válido. Uma quarta tentativa será permitida apenas se o atleta tiver a intenção de quebrar um recorde mundial ou paralímpico, no entanto, essa quarta tentativa não contará para o resultado final. Se houver empate entre dois ou mais atletas, prevalecerá aquele que tiver a menor massa corporal.

## Recordes
| Recorde mundial     | 250,0 kg | KOR Park Jong-Chul | Busan, Coreia do Sul | 30 de outubro de 2002  |
| Recorde paralímpico | 240,0 kg | KOR Park Jong-Chul | Atenas, Grécia       | 26 de setembro de 2004 |

O halterofilista egípcio Hany Abdelhady quebrou o recorde paralímpico nesta competição.

## Resultados
| Pos.   | Atleta                     | Grupo | Massa corporal (kg) | Tentativas (kg) | Tentativas (kg) | Tentativas (kg) | Tentativas (kg) | Resultado (kg) |
| Pos.   | Atleta                     | Grupo | Massa corporal (kg) | 1               | 2               | 3               | 4               | Resultado (kg) |
| ------ | -------------------------- | ----- | ------------------- | --------------- | --------------- | --------------- | --------------- | -------------- |
| Ouro   | EGY Hany Abdelhady         | A     | 87,79               | 232             | 240             | 241             | 250,5           | 241            |
| Prata  | CHN Cai Huichao            | A     | 89,79               | 225             | 230             | 233             | –               | 233            |
| Bronze | GRE Pavlos Mamalos         | A     | 87,09               | 232             | 236             | 236             | –               | 232            |
| 4      | IRI Hamed Solhipour        | A     | 84,74               | 217             | 225             | 232             | –               | 225            |
| 5      | IRQ Jabbar Jaber           | B     | 89,01               | 180             | 190             | 195             | –               | 195            |
| 6      | BRA Rodrigo Marques        | B     | 89,58               | 192             | 192             | 197             | –               | 192            |
| 7      | RUS Vadim Rakitin          | B     | 88,69               | 190             | 190             | 190             | –               | 190            |
| 8      | OMA Issam Al Balushi       | B     | 87,45               | 165             | 172             | 180             | –               | 172            |
| —      | MEX José de Jesus Castillo | A     | 88,62               | 217             | 217             | 217             | –               | —              |
| —      | NGR Abdulazeez Ibrahim     | B     | 88,56               | -               | -               | -               | –               | DNS            |
| —      | UAE Mohammed Khamis Khalaf | A     | 88,42               | 215             | -               | -               | –               | DNF            |

Legenda
| Recorde mundial      | Recorde mundial (World record)               |                       | Recorde africano                      | Recorde africano (African) |                                           | Q | Classificado por posição (Qualified) |
| Recorde paralímpico  | Recorde paralímpico (Paralympic record)      | Recorde da América    | Recorde da América (Americas)         | q                          | Classificado por melhor tempo (Qualified) |   |                                      |
| Melhor marca do ano  | Melhor marca do ano (World leading)          | Recorde asiático      | Recorde asiático (Asian)              | DNS                        | Não largou (Did not start)                |   |                                      |
| Recorde nacional     | Recorde nacional (National record)           | Recorde europeu       | Recorde europeu (European)            | DNF                        | Não terminou (Did not finish)             |   |                                      |
| Recorde pessoal      | Recorde pessoal do atleta (Personal best)    | Recorde da Oceania    | Recorde da Oceania (Oceania)          | DSQ / DQ                   | Desclassificado (Disqualified)            |   |                                      |
| Recorde da temporada | Recorde da temporada do atleta (Season best) | Recorde sul-americano | Recorde sul-americano (South America) | NM                         | Sem marca (No mark)                       |   |                                      |